# Christiane Doré
Pour les articles homonymes, voir Doré.
Christiane Doré, née le 20 mars 1942 à Strasbourg et morte le 20 février 2016 à Aulnay-sous-Bois, est une haute fonctionnaire et militante politique française.

## Biographie
Née Trunzer-Zinglé en 1942, Christiane Doré est diplômée de l'Institut d'études politiques de Lyon (promotion 1966) et licenciée en allemand.
« Fille politique » de Marie-Thérèse Eyquem, elle inaugure sa carrière militante par la fonction de déléguée nationale du Parti socialiste à la Consommation.
En poste à l'Institut national de la consommation (où elle est rédactrice en chef de 50 Millions de consommateurs), brièvement responsable de l'Information de la direction de la Construction au ministère du Logement, rédactrice en chef technique de Jeune Afrique, puis chargée de mission au cabinet de Catherine Lalumière, ministre de la Consommation, elle est nommée en 1982 commissaire du gouvernement au sein de la banque Sofinco nationalisée,. Elle quitte ce poste en 1986.
Elle travaille ensuite quelque temps en entreprise, notamment chez Charles Riley Consultants International.
Finissant sa carrière comme contrôleur général au ministère de l'Économie, elle est admise à la retraite en 2006.
Elle meurt le 20 février 2016 à Aulnay-sous-Bois, à l'âge de 73 ans, et est incinérée au crématorium des Mureaux.

## Décoration
- Commandeur de l'ordre national du Mérite[3] (1997)[9].